# Bailly (Oise)
Bailly – miejscowość i gmina we Francji, w regionie Hauts-de-France, w departamencie Oise.
Według danych na rok 1990 gminę zamieszkiwało 599 osób, a gęstość zaludnienia wynosiła 141 osób/km² (wśród 2293 gmin Pikardii Bailly plasuje się na 464. miejscu pod względem liczby ludności, natomiast pod względem powierzchni na miejscu 944.).